# Oxyna distincta
Oxyna distincta är en tvåvingeart som beskrevs av Chen 1938. Oxyna distincta ingår i släktet Oxyna och familjen borrflugor. Inga underarter finns listade i Catalogue of Life.